# Aigleville (Eure)
Aigleville település Franciaországban, Eure megyében. Lakosainak száma 411 fő (2022. január 1.). Aigleville Chaignes, Hécourt és Pacy-sur-Eure községekkel határos.

## Népesség
A település népességének változása:
| Lakosok száma | 74   | 75   | 104  | 314  | 360  | 389  | 409  | 425  | 420  | 411  |
|               | 1968 | 1982 | 1990 | 2006 | 2013 | 2015 | 2017 | 2019 | 2020 | 2022 |